# Jez Pržno
Jez Pržno je železobetonový vodní jez, který se nachází na řece Ostravice (přítok řeky Odra), před mostem (silnice Frýdlant - Pržno) u obce Pržno v okrese Frýdek-Místek v Moravskoslezském kraji. Geograficky se nachází v pohoří Podbeskydská pahorkatina. Místo je celoročně volně přístupné.

## Popis jezu
Jez Pržno se nachází na 32,97 km délkového úseku řeky Ostravice. Pro vodáky je nesjízdný. Zalomenou propust lze využít pro tažení/přenášení lodí vodáky. Propust se nachází u levého břehu a zatáčí doprava. Přístup k jezu je z obou břehů. U jezu se nachází bod záchrany, tzv. Rescue point, FM 108 vybavený záchranným kruhem. Jez spravuje státní podnik Povodí Odry. Kolem jezu vede také cyklistická trasa 59.

### Technické parametry
Výška jezu je 3,65 m. Šířka koruny jezu je 60,0 m. Průtok stoleté vody Q100 je 339 m³/s.

## Galerie

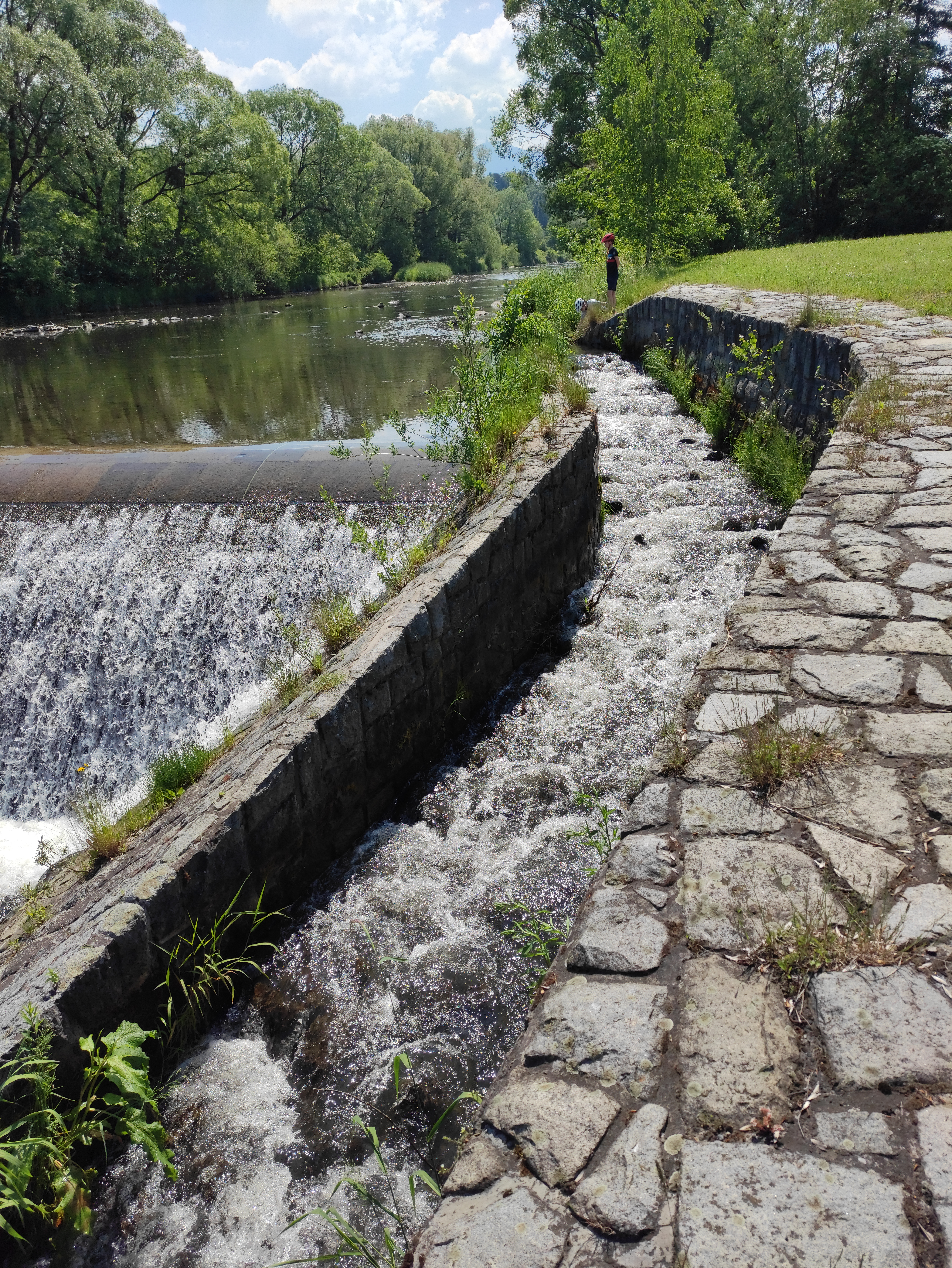
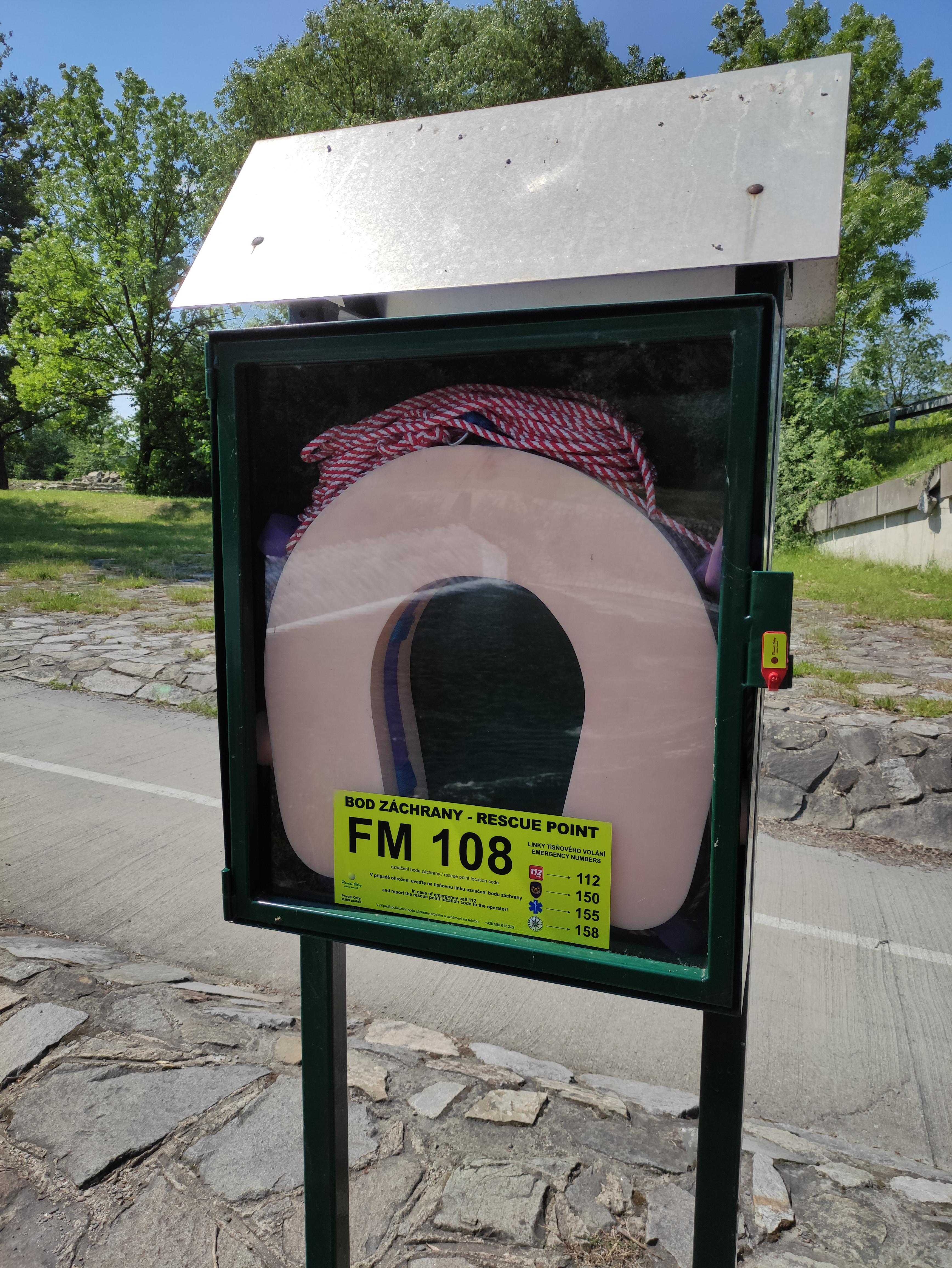